# 徐有利
徐有利（Eddie See Yew Lee，1965年11月23日— ）是马来西亚华人男性漫画家，来自吉隆坡，现今居住在加影市。代表作為《哥妹倆》、《漫畫葉亞來》、《三年零八個月》、《先吐為快》等。

## 生平

### 早年
徐有利的绘画技巧栽培是从小学3、4年級开始。《儿童乐园》、《南洋儿童》、《哆啦A夢》等作品都是他儿时爱看的读物。香港漫画家黃玉郎的武俠漫畫《龙虎门》和王澤的搞笑漫画《老夫子》成了他仰慕的记号。3、4年級就開始投稿給香港的《讀者漫畫天地》。5、6年級時把漫畫畫在練習薄上，一本接一本的在班上流傳。
中学毕业后，徐有利到馬來西亞艺术学院接受纯美术教育，但因学习和自身兴趣不一致，便在一年多后途中辍学，再辗转做过刺绣模具绘图员及其他与美术无关的工作（救生員），也曾在美國工作，又曾在日本廠擔任標誌設計。1980年代末，徐有利在吉隆坡大城堡的联营出版社（United Publishing House）成为第一位插画师，為馬來西亞的教科書、兒童牆貼表做美術插圖。

### 創作《哥妹俩》和创立品口动漫社
从中吸取专业绘画以及書籍出版規格经验后，於1997年正式进入漫画圈子发展，为《星洲日报》和《南洋商报》时事特约漫画作者之一。徐有利借由缺乏儿童漫画市场的因素开启职业生涯。1997年第一本《哥妹俩》销售低迷，卖剩两三千本；第二本《淘气哥妹俩》也花了一年才卖出首刷五千本。此外，1990年代末至2000年初的教育体制仍将漫画视为充斥暴力或情色的不良读物，是学校的违禁品。直到2003年，《哥妹俩》改为月刊定期出版，並且借用销售2万本教科书之便亲自拜访各地华小，寻找机会向校方推荐。經過一、兩年的穩定銷售，徐有利向联营出版社提出正式離職，轉行成全職漫畫家。于2008年，徐有利成为马来西亚中文漫画协会第一任理事长，也在2009年9月开设哥妹倆繪畫創作室（Ge Mei Art Studio）。
因其健康漫畫形式而在數年後使《哥妹倆》流行於马新兩地和文萊，也受到大馬華小生的追捧，在2011年也推銷至中國大陸。至2009年，《哥妹俩》書籍月销可達15万册。
于2012年，为了向海外推广大马优质动漫工业以及发掘漫画新秀，徐有利创办品口动漫社（Pinko Creative）。

### 家庭與个人生活
徐有利的籍貫為中國福建福清，家中五兄弟姊妹的老么。父親生前位於吉隆坡陸佑路經營友利茶餐室（Kedai Makan Yew Lee），於2007年逝世。已婚，育有三子一女，現今子女均在《哥妹倆》被提及時以「恐龍」低調登場。饲养Coco和嘟嘟宠物猫两只。
曾在2007年，2010/2011年和2022年經歷三次心臟病手術，也在2013年12月被黑班蚊叮咬而患上一次骨痛热症。以上的病歷均被做成《哥妹倆》的單元主題。
爱好与其他男生大致相同，其中包括了逛街，看書，看電視節目，玩電腦遊戲，游泳和睡覺。对马来西亚政治也投入一些关注。于2021年8月29日，因中国官媒所提及遏制“娘炮”形象而在面子书发表自身词不当意见，随后遭到无数马来西亚网友掀起热议和争论。

## 作畫風格
徐有利是個左撇子，善於傳統和數碼繪畫。繪畫創作方式以馬來西亞與日本漫畫各式為主（即漫畫分鏡方向從左到右，也繼承四格漫畫的“起承轉合”原理）。選用傳統畫作文具為市面上的一百克以上的A4白紙，繪圖針筆和毛筆。

## 作品
- 《哥妹倆系列》
  - 《淘氣哥妹倆》
  - 《哥妹倆》（月刊）
  - 連載
    - 《漫畫葉亞來》
    - 《弟子規》
    - 《三年零八個月》
    - 《有利叔叔出遊記》

  - 《e起學習》
  - 《迷你哥妹倆》
  - 單行本
    - 《你知不知道？》
    - 《你會怎麼做？》
    - 《你懂了嗎？》
- 《一粒球的故事》、《球的故事》
- 《有利生活分享》
- 《先吐为快》